# Magyarországi nemzetiségek 1848–49-ben

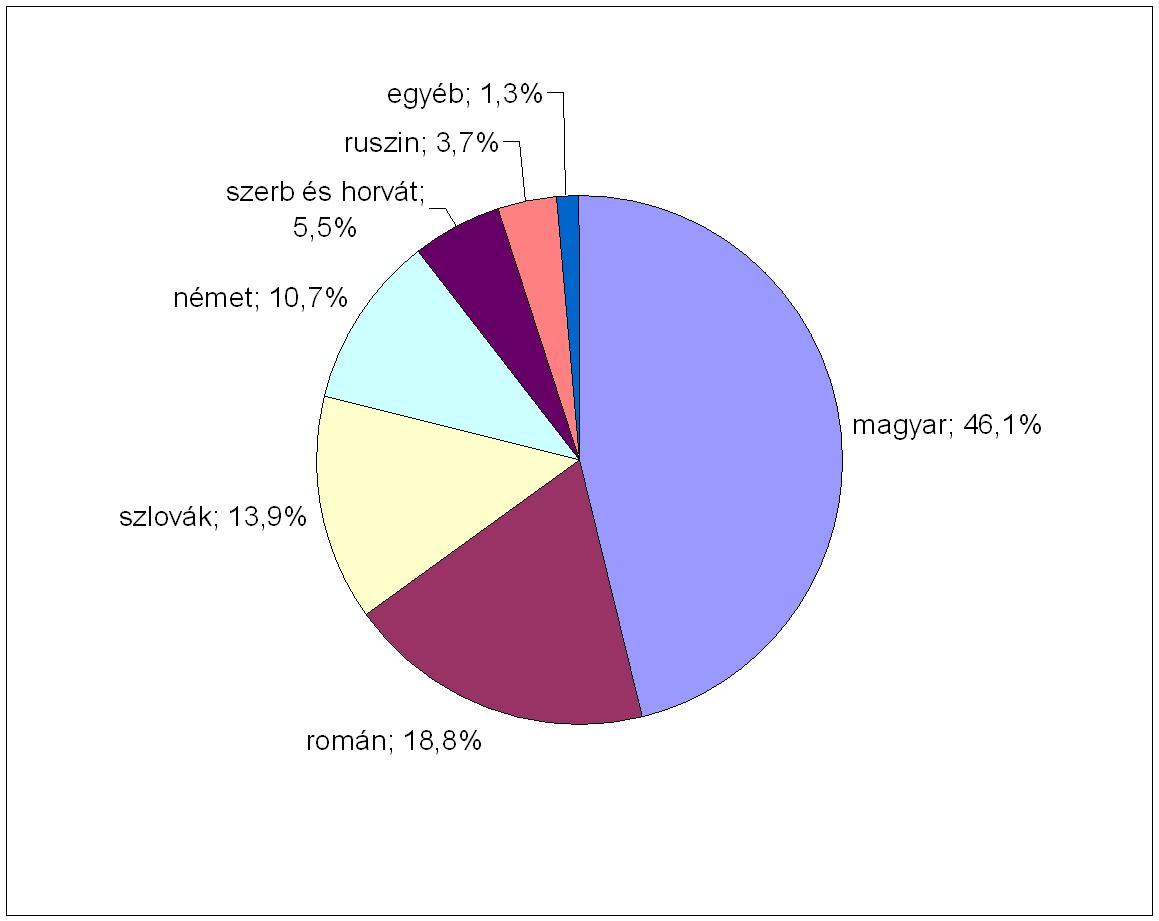
Nemzetiségek aránya Magyarországon (Erdéllyel együtt, de Horvátország nélkül) az 1840-es évek elején

Magyarország népességének többségét a 19. században már régóta a nem magyar nemzetiségű lakosság adta. A legnépesebb nemzetiségek a románok, németek, szlovákok, szerbek, horvátok és ruszinok voltak. Ezen nemzetiségek különbözőképpen, általában nem is egységesen viszonyultak az 1848-as magyar forradalomhoz és az azt követő szabadságharchoz. Erdélyt leszámítva, ahol a románok és a szászok a Magyarországgal való egyesüléstől addigi egyenjogúságuk elvesztését féltették, kezdetben általában támogatták a forradalom és az áprilisi törvények vívmányait. Később azonban a nemzetiségiek egy része különböző okok miatt szembefordult a magyar szabadságharccal, hozzájárulva annak végső vereségéhez.
Egy részük az 1848-as forradalom hatására elérkezettnek látta az időt saját nemzeti önállóságuk, vagy legalábbis részleges autonómiájuk eléréséhez. A magyar kormányzat a politikai nemzet és az unitárius állam elvének értelmében, valamint a Magyar állam teljes szétesésétől való félelmében megtagadta a politikai autonómiát, és így az udvar a magyar szabadságharc ellen fordíthatta őket. Másik részük a jobbágyfelszabadítás ellenére megmaradó paraszti elégedetlenségekből kiindulva fordult a hatalom, vagyis Magyarországon a magyarság ellen. Fontos azonban megjegyezni, hogy voltak nemzetiségek, amelyek végig kitartottak a magyar ügy mellett, így például a ruszinok, szlovénok, dunamenti svábok és bunyevácok. Ezen kívül az országban elszórtan jelenlévő kisebbségek mint romák, az örmények és a zsidóság is a magyarokat segítették.
Bár a forradalom és szabadságharc idején nagyszámú román, szerb, horvát és szlovák felkelő harcolt a forradalom soknemzetiségű hadserege ellen, a honvédseregben 30-40 ezer szlovák, 25 ezer román, s valamelyest kevesebb (de szintén sokezer) horvát és szerb honvéd harcolt. Egy részük sorozással került a honvédseregbe, de az önkéntesek száma is igen magas volt a körükben. A szlovákok számaránya a honvédseregben meghaladta az országban becsült számarányukat. A románok közül leginkább magyarországi (partiumi) románok csatlakoztak a forradalomhoz. Számos általános és egyedi ok mellett döntőnek tűnik, hogy ott, ahol nagybirtokrendszer alakult ki a forradalom előtt, a felszabaduló nemzetiségi jobbágyok a meglehetősen vékony polgári és értelmiségi csoportok mellett jóval nagyobb arányban álltak a forradalom mellé, mint az elmaradottabb vidékeken, ahol ráadásul a Habsburg-propaganda is hatásosabb volt.

## A nemzetiségi nacionalizmus és a bécsi udvar érdekszövetsége
A Magyar Királyság egyes román, szerb és szlovák értelmiségei már a 18. században megfogalmazták nemzeti programjukat, erősen magyarellenes éllel, sok esetben a bécsi udvar passzív támogatásával. A magyarországi nemzetiségek hatalmi igényeiket két érvvel támasztották alá: az adott régióban régebb óta élnek a magyaroknál, ráadásul „ősi földjükön” jóval többen vannak a magyaroknál.
1791-ben, illetve 1792-ben keletkezett az erdélyi román értelmiség két folyamodványa, melyekre Supplex libellus Valachorum Transsilvaniae (magyarul: „Az erdélyi oláhok kérelme”) címen szokás utalni. Már Micu-Klein püspök (elhunyt 1768-ban) megfogalmazta a románok ősfoglalásának elméletét.
Ezzel egy időben egy pozsonyi jezsuita, a szlovák Szklenár György (1745–1790) elkészítette Vetustissimus  Magnae  Moraviae situs et primus in eam Hungarorum ingressus et incursus c. munkáját, melyben a Felvidéken élő szlovákokat Szvatopluk morváitól eredeztette.
A 18. századi szerbek körében irodalmi-történetírói mozgalom indult annak érdekében, hogy a délvidéki szerb kolostorok és a betelepült szerbek ősi mivoltát alátámasszák.
Ugyan a bécsi udvar a 18. század végén nem teljesíthette a nemzetiségi mozgalmak fő követeléseit (azok megvalósulása a birodalom végét jelentette volna), ellenben a nemzetiségi törekvéseket kiválóan felhasználta a magyar nemesség ellen. 1790-ben a magyar rendi országgyűlés eredetileg egy független magyar államot hozott volna létre nemesi vezetéssel. Válaszul az osztrák kormányzat felkarolta a magyarországi nemzetiségi- és parasztmozgalmakat (felkelésre buzdító pamfletek kiadásával), mire a magyar rendek visszakoztak és feladták követeléseik nagyobb részét.
Mind a Habsburg-párti történészeknél, mind a magyarsággal szomszédos népek irodalmában megjelenik azon téveszme, hogy az 1848–49-es konfliktus a korabeli magyar vezetőknek (elsősorban Kossuth Lajosnak) köszönhető, akik elutasították a nemzetiségek nyelvhasználati- és autonómiaigényeit. Valójában a román, szerb és szlovák nacionalizmus már az 1790-es években terjedőben volt (egyelőre szűkkörű irodalmi mozgalomként). Például 1792-ben hozták létre Nagyszombat városában a Szlovák Tudományos Egyesületet, melyet a katolikus egyház erkölcsileg és anyagilag is támogatott. Az egyesületnek 446 tagja volt, 86,5%-uk volt katolikus pap. Míg a bécsi udvar a francia forradalom éveiben egy magyar felkeléstől rettegett, addig a hazai nemzetiségek szabadon létrehozhatták irodalmi egyesületeiket és könyvkiadóikat.

## A románság függetlenedési törekvései

### A románság helyzete Magyarországon és Erdélyben

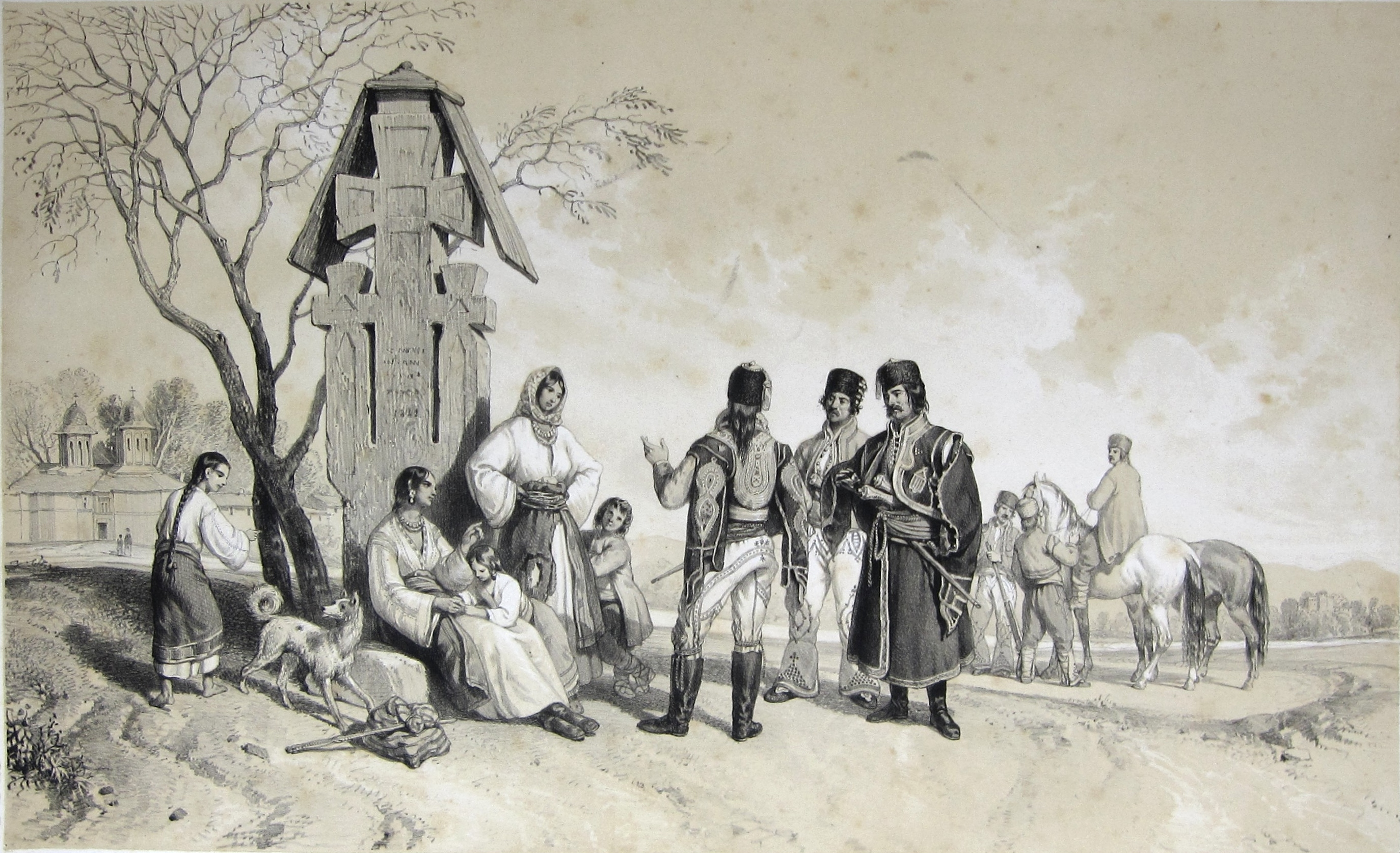
19. századi román parasztok népviseletben

A Magyar Királyság területén elsősorban Dél-Erdélyben, a Szigethegységben és Bánátban éltek románok.
Az erdélyi románság főleg jobbágyokból állt, a kis létszámú kisnemesség pedig inkább magyarnak vallotta magát. Nemesi réteg nélkül pedig hagyományosan a papságra hárult  vezető szerep. A nemzetiségi törekvéseket leginkább szívén viselő városi, értelmiségi réteg viszonylag gyenge volt, ezért a nemzetiségi követelések támogatásához a parasztság erejére volt szüksége. A román nemzetiségi mozgalom ezért a nemzeti-nemzetiségi jogok mellett egyúttal a parasztság helyzetének javításáért is harcolt.

### 1848 nyara és a Balázsfalvi román nemzeti gyűlések
Az erdélyi román értelmiség körében hamar túlsúlyba kerültek az Erdély és Magyarország egyesítését ellenzők, akik Simion Bărnuţiu vezetésével már májustól megszabták a román nemzetiség politikáját. A május 15-én megkezdődő első balázsfalvi gyűlés során az ő követelései alapján a románok széles körű kulturális és politikai jogokat, többek között évenként ülésező román nemzetgyűlést és nemzeti nyelvű iskolákat, nemzeti egyházat követeltek. Ezek elfogadásáig az unióról folyó tárgyalás felfüggesztését követelték. Nem sokkal ez után jött létre kolozsvári székhellyel a román nemzetiség vezetését magára vállaló Román Nemzeti Komité (Bizottság).
A tárgyalások azonban nem álltak le, és a május 30-ai kolozsvári országgyűlésen a román képviselők támogatásával törvénybe iktatták a két terület egyesítését a magyar kormány vezetése alatt. Nyár végére a magyar kormány és az osztrák udvar közötti viszony feszültebbé válásával megindult Erdélyben is az újoncozás, amit a román parasztok igyekeztek kijátszani, ami egyre gyakrabban incidensekhez vezetett. Ezen kívül a színleg még a magyar kormánynak engedelmeskedő erdélyi Főhadparancsnokság is titokban uszítani kezdte a román vezetőket, és segítséget nyújtott a felkelésre készülők felfegyverzéséhez.
Ebben a helyzetben gyűltek össze ismét tanácskozni a románok szeptember 16-án Balázsfalván, sokan (köztük az Avram Iancu vezette érchegységi parasztok) már fegyveresen jelentek meg. A határozatban véglegesen szembefordultak a magyar forradalommal, kimondták az unió érvénytelenségét, és csak a Főhadparancsnokságot ismerték el fölöttük állónak. Az addig a mérsékeltebb irányzathoz tartozó Timotei Cipariu és George Barit is csatlakozott Bărnuţiuhoz. A románság szakítását a magyar állammal a szeptember 27-én előterjesztett, a korabeli Európában példátlanul nagyvonalú nemzetiségi törvénytervezet sem tudta megakadályozni.

### Polgárháború Erdélyben

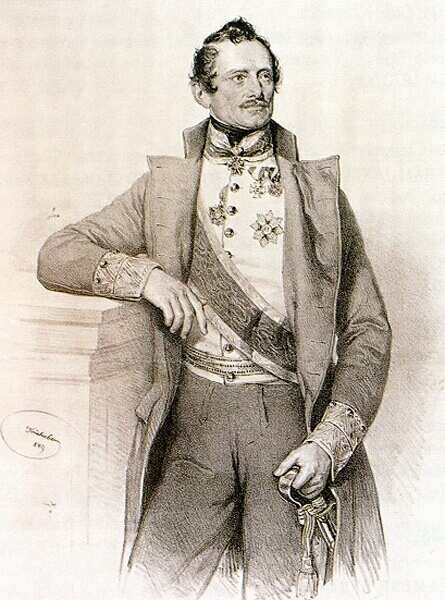
Puchner Antal Szaniszló, az erdélyi császári főhadparancsnok

Puchner Antal erdélyi főhadparancsnok irányításával már jó ideje folyt a románság felfegyverzése, elsősorban a román határőrség felduzzasztásával. Így mikor október 18-án az agyagfalvi székely gyűlésre reagálva bejelentette az ostromállapotot Erdélyben, és elrendelte a magyar nemzetőrséget lefegyverzését, a Román Nemzeti Komité, amelyet a végrehajtással megbízott, jelentős fegyveres erőre támaszkodhatott. Ilyen körülmények között a szórvány magyarság nemzetőrei életük és vagyonuk védelmében általában inkább a behódolást választották. Puchner azonban a magyarok lefegyverzésével egyidejűleg a román lázadók megrendszabályozását nem tartotta feladatának, azok szabályos irtóhadjáratba kezdtek. Ennek esett áldozatául többek között Kisenyed és Zalatna magyar lakossága is, és a városokban is jelentős kárt tettek a lázadók (Zalatna kifosztása során kb. 1,2 millió forint kár keletkezett, ebből kb. félmillió a kincstár, a többi a lakosság tulajdonában.) A lakosoknak általában bántatlanságot ígértek a fegyverek beszolgáltatása fejében, majd miután a megegyezés megszületett, rárontottak a védtelen lakosságra. A magyarok sem maradtak tétlenek, a nagyobb városok nemzetőrsége a környékbeli román felkelők leverése után felgyújtotta a közeli román falvakat.
Ez a pusztítás már Puchnernek is elfogadhatatlan volt, ezért 1848 novemberében császári tiszteket nevezett ki a román csapatok élére, akik egy ideig hatékonyan vissza is fogták a települések pusztítását. Szerepet játszott ebben az is, hogy ekkorra gyakorlatilag a teljes Erdély császári kézre került.
A helyzet Bem színrelépésével megváltozott, a Téli- és a Tavaszi hadjárat során visszaszorította mind a reguláris császári, mind a román lázadó csapatokat. A nagyarányú megtorlás elmaradt, Bem általános amnesztiát hirdetett a politikai bűnösöknek. A teljes vereség elkerülése érdekében a debreceni magyar országgyűlés román képviselői megkíséreltek közvetíteni a két fél között.

### Ioan Dragoș tárgyalásai

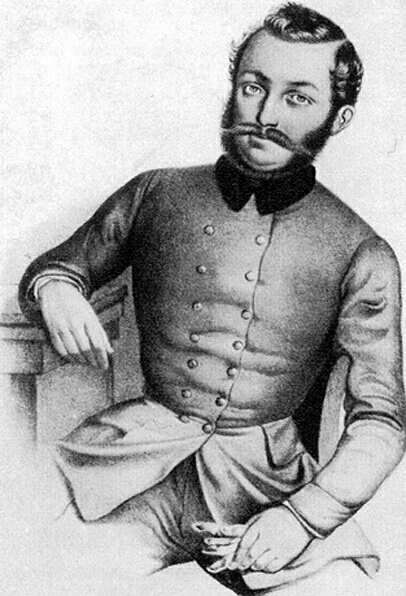
Avram Iancu érchegységi prefektus, korabeli arckép

Ioan Dragoș román származású országgyűlési képviselőt április 14-én megbízta Kossuth, hogy tárgyalásokba bocsátkozzon a román felkelők vezetőivel a fegyverletétel feltételeiről. Avram Iancu és Ioan Buteanu elfogadta a tárgyalási indítványt, ennek hatására Csutak Kálmán magyar parancsnok fegyverszünetet hirdetett. A románok vezetőinek hozzáállását látva Csutak április 26-án optimistán nyilatkozott a tárgyalások kimenetelét illetően, és Kossuth méltányos békefeltételeket ígért:
- A román nyelv szabadon használható a román iskolákban, egyházakban és a közösségi életben.
- A románok románul is benyújthatják folyamodványaikat és románul védekezhetnek büntetőperekben.
- A görögkeleti és görögkatolikus egyház egyenjogú lesz a többi egyházzal.
- Andrei Saguna püspök kivételével Kossuth hajlandónak mutatkozott amnesztiát adni a bűnösöknek.

Bár a megfogalmazást másodszor átolvasva azt az amnesztia ügyében problémásnak találta, azonban ennek ellenére tárgyalásba kezdett. Május 4-én Abrudbányán összeült a felkelők vezéreivel, május 5-én pedig a topánfalvai népgyűlésen meggyőzte a népfelkelők jó részét. Már a végleges megállapodást szövegezték május 6-án, amikor híre jött, hogy a magyarok támadásra indultak. A tárgyalásokról ugyanis nem értesült Bem, és ezért az Abrudbánya elleni támadást megtagadó Csutakot leváltotta, és helyére Hatvani Imre került, aki sikert akart felmutatni, és azonnal támadásra indult. A hírre a román vezérek elhagyták a várost, és május 7-én támadást vezettek Hatvani ellen, aki először 9-én éjjel, majd újbóli bevonulása után 19-én másodszor is kénytelen volt kivonni erőit a városból. A második kivonulás során csaknem teljes serege elpusztult, a város leégett, és a békés megegyezés reménye ismét tovatűnt.
A sikertelen béketárgyalások után az orosz csapatok betöréséig nem sikerült felszámolni a román felkelést, és így Bemnek legjobb csapatait kellett nélkülöznie, mikor a cári különítmények megérkeztek a keleti határra.

## A szerb nemzetiségi mozgalom

### Szerbek Magyarországon

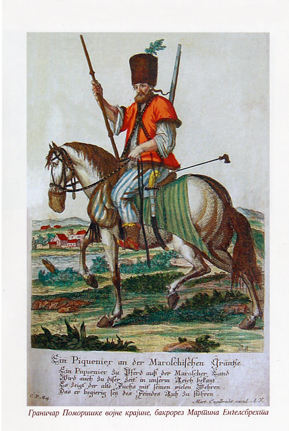
Szerb határőr a 18. századból

A magyarországi szerbek többsége 1848 előtt a déli határ menti katonai határőrvidéken kiváltságokkal rendelkező határőrként vagy a déli magyar és horvát vármegyék feudális rendjébe tagozódva élt. Az ország területén szétszórva, a kereskedelmi gócpontokban (Budán, Pesten, Komáromban, Szentendrén a kiváltságos polgári réteg tagjaként jelentős szerb közösségek éltek.
A szerbek többsége ortodox hitű volt. A szerb görögkeleti egyház, melynek feje a karlócai metropolita volt, bizonyos szintű önállósággal rendelkezett, tarthatott például egyházi gyűlést, sabort. Önálló szerb közigazgatás hiányában az ortodox egyház magyarországi szervezete volt a szerbek egyik legfontosabb összetartója, és így a magyarországi szerb nemzetiségi törekvések egyik fő fóruma is. A nemzetiségi törekvések között ezért egyaránt találkozhatunk a polgári fejlődés igényével és az egyház konzervatív megnyilvánulásaival.
A korszakban még hivatalosan az Oszmán Birodalom fennhatósága alatt álló Szerb Fejedelemség által támogatott nagyszerb eszmék a forradalom előtt nem leltek nagy támogatásra a magyarországi szerbség körében, akik önálló egyházzal, kiváltságokkal és pezsgő kulturális élettel rendelkeztek. Számos iskolájuk működött, és Pesten a szerb irodalom is virágzott: Itt jelent meg a liberális Szerb Nemzeti Újság, a szerb könyvkiadás is felfutóban volt (az Egyetemi Nyomdában szerb könyvek is készültek), a Matica Srpska (Szerb anyácska) nevű kulturális egyesület is itt működött.

### A szerb nemzetiség követelései

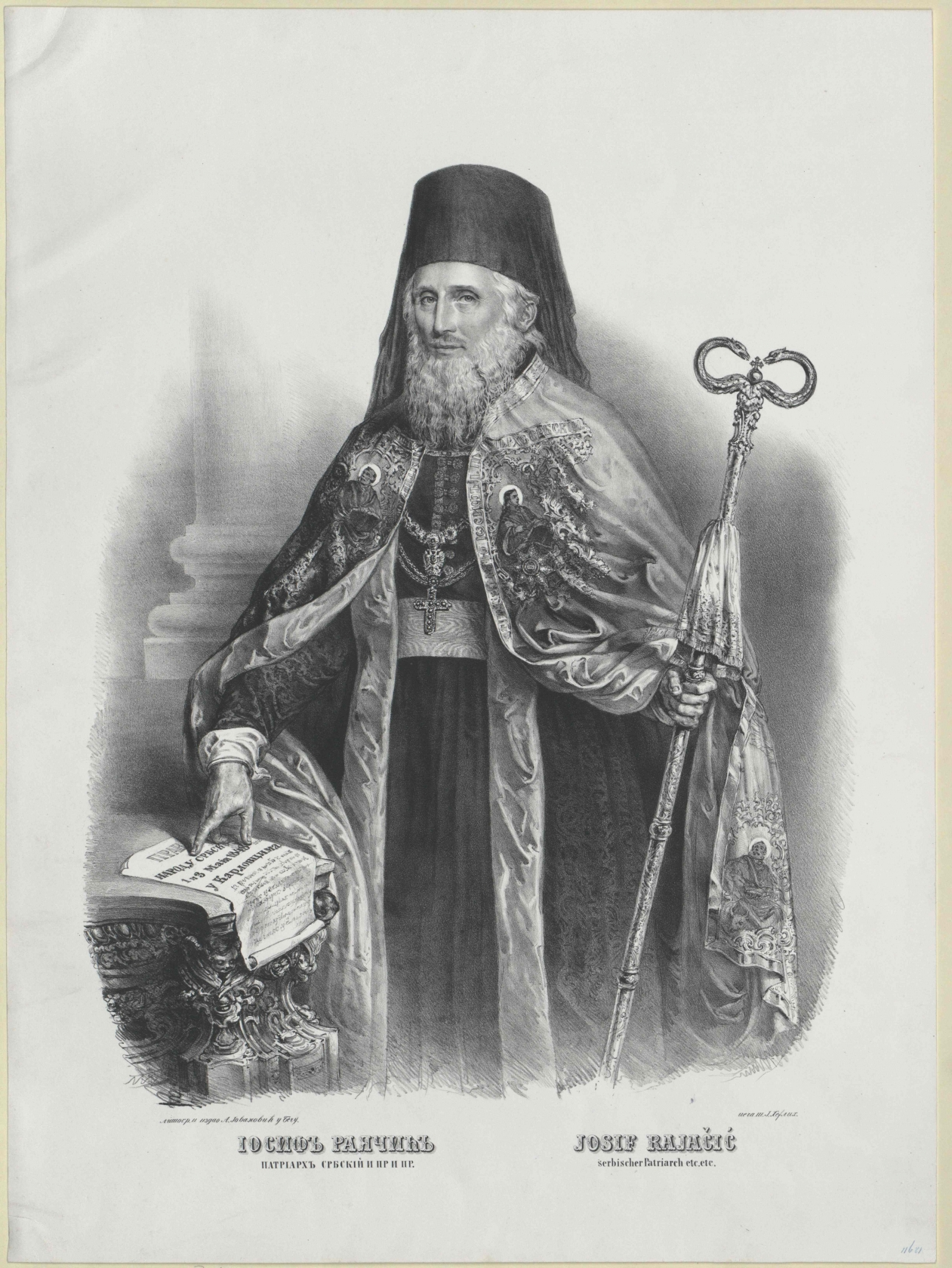
Josip Rajačić horvátországi születésű szerb metropolita, a magyarországi szerb nemzeti mozgalom vezetője

A pesti szerbek már március 17. és 19 között gyűlést szerveztek, ahol a magyar forradalom vívmányait éltető kiáltványt fogadtak el. Emellett szerepeltek a határozatban nyelvi és kulturális önállóságot és politikai függetlenséget (a szerb nemzeti gyűlés elismerését) követelő pontok is. Ez utóbbi pontokat a magyar politikusok Kossuthtal az élükön, az egységes politikai nemzet elvét követve és az egyéni szabadságok fontosságát hangsúlyozva elutasítottak.
A magyarok elutasító magatartásának hatására és a kvázi-független Szerb Fejedelemség támogatását maguk mögött tudva a szerbek egyre határozottabban szembefordultak a magyar kormánnyal, és követeléseik teljesítését az udvartól várták. Az április 14-ei karlócai gyűlés határozatában írásba is foglalták ezt a fordulatot, követelték a magyar kormánytól független szerb vajdaság létrehozását Bácska, Bánát és Baranya területén, amelyet Horvátországgal és a határőrvidékkel közös alkotmánnyal működő területként képzeltek el.
A gyűlést követően állandósultak a zavargások a Délvidéken, Josip Rajačić karlócai metropolita pedig ennek hatására május 13-ára szerb nemzeti kongresszust hívott össze. Ennek a kongresszusnak alig leplezett célja a Vajdaság kikiáltása volt. A helyzet stabilizálására a Batthyány-kormány Csernovics Pétert teljhatalmú kormánybiztosként a Délvidékre küldte, aki statáriumot vezetett be, ezzel azonban a gyűlés megtartását nem tudta megakadályozni, mivel hatalma nem terjedt ki a horvát báni igazgatás alatt álló területekre. Így a gyűlést Újvidék helyett ismét Karlócán tartották meg.
A kongresszuson Rajačićot pátriárkává szentelték, kikiáltották a független vajdaságot, melynek első vajdájának Stevan Šupljikac császári ezredest választották meg, aki ekkor Itáliában harcolt. Létrehozták ezen felül a szerb nemzet főbizottságát (főodbor), amely a vojvodinai alkotmány kidolgozásáért volt felelős, és a Vajdaság kormányaként működött. Az első elnöke Rajačić lett, ő azonban hamarosan lemondott Ðorđe Stratimirović javára. Stratimirović megkezdte a közigazgatás átszervezését és a Szerb Fejedelemség segítségével, a bécsi udvar hallgatólagos beleegyezésével, a felkészülést a fegyveres felkelésre.

### A fegyveres szerb felkelés
A Batthyány kormány arra számított, hogy a Határőrvidék polgári közigazgatás alá vonása és a lakosság felmentése a határőri szolgálat alól a kormány mellé állítja majd ennek a félkatonai jellegű területnek a lakosságát. Ebben azonban csalatkoznia kellett, a határőrök nem fogadták el a magyar fennhatóságot, többségük a szerbek mellé állt, és immár a határt sem őrizték. Ezért akadálytalanul áramlott be a Szerb Fejedelemség területéről mind az anyagi támogatás, mind az önkéntes szerbek csapatai (szerviánusok). A szerviánusok fanatizmusukkal gyorsan egymásra haragították az addig békésen egymás mellett élő szerb, német és magyar lakosságot.
Június 6-án a csajkás kerület katonái fellázadtak, ugyan ezen a napon a horvát szábor döntése értelmében a Háromegy Királyság szövetségre lép a Szerb Vajdasággal. Június 10-én Mészáros Lázár hadügyminiszter körlevélben sürgette meg a hatóságokat, hogy minél hamarabb állítsanak fel nemzetőrséget, amit szükség esetén a megtámadott települések védelmére lehet rendelni.
Június 12-én a felbőszített Hrabovszky János altábornagy a péterváradi helyőrséggel támadást intézett a karlócai szerb tábor ellen, ám a támadást visszaverték, és június 13-án a szerb főodbor hadba szólított minden szerb férfit a Magyar Királyság ellen. Az eddig lappangó ellenségeskedés immár nyílt háborúba csapott át.

### Harcok a Délvidéken
A nyár végére mindkét fél kiépítette a saját táborait, melyek részben az ellenfél szemmel tartására, részben a portyák támaszpontjaként szolgáltak. A felkelőket támogatta Arad és Temesvár császárhű őrsége is. A magyar vezetés megosztottsága és a rendelkezésre álló csapatok alacsony harcértéke miatt szeptemberig nem történt előrelépés, a perlaszi ütközet hatását sem tudták a magyarok teljes mértékben kihasználni, mert ekkor más területekre koncentrált a hadvezetés. Novemberre újabb szerb védvonal épült ki Pancsova körül, amit a Kiss Ernő, Vetter Antal és Damjanich János vezette magyar csapatok az év végére felszámoltak, és januárra már közel jutottak a szerb felkelők teljes legyőzéséhez. A nyugatról betörő császári csapatok megállítására minden nélkülözhető erőt kivontak a térségből, és a szerbek ismét megerősödtek. Csapataik Február 11-én már Szegedet ágyúzták, azonban onnan visszaverték őket.
Perczel Mór megérkezésével március 15-én újabb támadás indult, melybe Bem is bekapcsolódott, és június végére a magyarok a Titeli-fennsík, valamint Arad és Temesvár erődítményei kivételével megtisztították a császáriaktól és szerb felkelő csapatoktól a Délvidéket. Ekkor béketárgyalások is indultak, azonban a területi autonómia kérdésén megbukott a kezdeményezés. Jellasics vezetésével júliusban császári erősítés érkezett, mely a magyar csapatok kivonásával együtt a magyarok visszaszorulásához vezetett.
Vetter Antal, Kmety György és Guyon Richárd vezetésével a magyar csapatok júliusban ismét kisöpörték a császáriakat, azonban ezután nem sokkal a szabadságharc vereséget szenvedett.

## A szlovák nemzetiségi mozgalom
Az áprilisi törvények és a forradalom vívmányait kívánták továbbvinni a szlovák nemzetiségi vezetők, saját nemzetiségük számára nagyobb önállóságot kiharcolva. A márciusi és áprilisi megyei gyűléseken és röpirataikban nyelvi jogaik kiszélesítését követelték.

### A követelések radikalizálódása

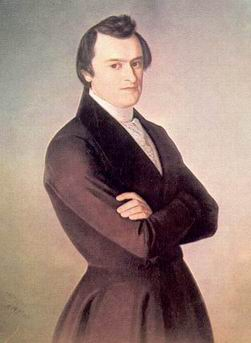
Michal Miloslav Hodža evangélikus lelkész, a szlovák nemzetiségi mozgalom egyik vezére

Elsőként a március 28-ai Liptó vármegyei szlovákok gyűlésén, Liptószentmiklóson adtak hangot a szlovákság követeléseinek. Itt a Michal Miloslav Hodža evangélikus lelkész vezetésével lefolyt gyűlés határozatában szlovák nyelvű megyei igazgatást, bírósági tárgyalásokat és törvényeket, a szlovákok országgyűlési képviseletét, valamint szlovák nyelvű oktatást követelt. Vagyis elsősorban a szlovák nyelv egyenjogúságát és a szlovákság nemzetiségi jogainak elismerését kívánták elérni. A petícióval a vármegyékhez, a nádorhoz és a magyar kormányhoz fordultak támogatásért.
Április elején a szintén evangélikus lelkész Jozef Miloslav Hurban kiáltványa jelent meg, amelyben a liptószentmiklósi petíció követelései mellett szerepelt a szlovák nyelvű egyetemi oktatás iránti igény is. Felszólította egyben a szlovákokat, hogy követeléseiknek gyűléseken adjanak hangot. A brezovai gyűlés petíciója, melyet szintén ő szerkesztett, már a szlovákság egyenjogú nemzetként való elismerését kérte.
Még tovább ment a május 10-11-ei liptószentmiklósi országos gyűlés határozata, mely a Nagymorva Birodalomra hivatkozva formált jogot az egyenrangúságra, a magyarok szemére vetve, hogy őket megalázták, pedig a szlovákok vérükkel védték a Magyar Királyságot. Követelték továbbá Magyarország föderációvá alakítását nemzetiségi alapon, amely államban egy egyetemes, általános választójogon alapuló parlament mellett nemzetiségi gyűlések működtek volna. Szerepel a határozatban a szlovák nyelvű oktatási rendszer, a szlovák vezetésű szlovák nemzetőrség és a szlovák nemzeti színek használatának igénye is. A parasztság védelmében követelték a majorságon ülő jobbágyok felszabadítását és az uraságok által elvett földek visszaadását.
Ezek  követelések elfogadhatatlanok voltak a magyar politikai vezetés számára, és a fő vezetők (Hurban, Hodža és Ľudovít Štúr) ellen elfogatóparancsot adtak ki. Ők Csehországba menekültek, ahol a prágai szláv kongresszuson felvetették követeléseik fegyveres kikényszerítését. A prágai forradalom leverése (június 17.) után támogatókat keresve Hodža Bécsbe, Hurban és Štúr Zágrábba, majd Belgrádba utaztak. Augusztusban megkezdték Bécsben a Szlovák Légió megszervezését és a szeptember közepén Hurban elnökletével megalakult a Szlovák Nemzeti Tanács.
A – főleg cseh és szlovák diákokból álló – Szlovák Légiót szeptember 19. és 29 között vetették be Nyitra vármegye területén, azonban az akció csúfos kudarcot vallott. A felvidéki szlovákok közül is jóval többen fogtak fegyvert ellene, mint ahányan mellé álltak. Decemberben már a császári csapatok alárendeltségében harcoltak az újjászervezett szlovák csapatok.
1849 március 20-án a császár visszautasította a külön szlováklakta koronatartomány kialakítását kérő petíciót.

### A kudarc okai
A szerbekkel és románokkal szemben a szlovák mozgalom mögött nem állt sem már felszerelt katonaság, sem külső, szövetséges hatalom. A szeparatista mozgalom saját népessége tömegeit sem tudta maga mellé állítani, ennek több oka volt:
- A telkes jobbágyság az úrbériség eltörlése után elégedett volt helyzetével.[33]
- A nemzetiségi mozgalom vezetése megosztott volt.[33]
- A tehetősebb szlovák birtokos réteg elmagyarosodott.[33]
- A szlovákok közötti egység kialakulását gátolták a katolikusok és az evangélikusok közötti súrlódások.[33]

## A szlovén nemzetiség megoszlása
A magyarországi szlovén nemzetiség a szabadságharc során megoszlott, amelynek elsődleges vallásfelekezeti jellegű volt és nem etnikai. A szlovénok általában katolikusok, vagy evangélikusok a Muravidéken még ma is, amely nagyban befolyásolta politikai állásfoglalásukat. Mivel köztudott volt, mennyire elfogult a katolikus vallás mellett a Habsburg-ház, ezért nyilvánvaló volt, hogy attól az evangélikus szlovének semmi jót nem várhatnak. Kardos János hodosi lelkész volt az evangélikusok legfőbb szószólója a szabadságharc folyamán, s híveivel együtt Kossuth Lajost támogatta. Kardoséknak elég lett volna, hogy a magyar állam biztosítja a magyarországi szlovén nyelv, a vend nyelv szabad használatát az iskolákban és nem igényelték a szlovének külön politikai nemzetként való elismerését, mert önmagukat magyaroknak tekintették, de szlovén nyelvűnek, ill. kulturális kötődésűnek.
A katolikusok is hasonlóan féltették vallásukat, de pont a magyar forradalommal szemben. Számos kulcsfigurája a forradalomnak, így Petőfi Sándor is nyíltan kifejtette egyházellenes nézeteit. A katolikusok akárcsak más nemzetiségek önálló politikai nemzetként való elismerésüket követelték, ezenkívül szorosabb kapcsolatot akartak fenntartani ehhez a Habsburg Birodalom három tartományában, Karintiában, Stájerországban és Krajnában élő szlovénokkal. Sajnos azonban az ausztriai szlovén vezetőknek nem voltak konkrét ismereteik a magyarországi szlovén nemzetiséget illetően, amit mutat az 1850-es években kidolgozott ún. Egyesült Szlovénia program. Ennek jegyében a szlovénok először nem függetlenséget, hanem széles körű autonómiát akartak szerezni a Habsburg Birodalmon belül, méghozzá úgy, hogy a három örökös tartomány területén levő szlovén tömböket egységes közigazgatási területbe vonják ezáltal. Ehhez térképet is dolgoztak ki, amely először még nem tartalmazta a Vendvidéket, a magyarországi szlovének lakhelyét. Később azonban már a program kiemelte, hogy a magyarországi szlovének egyesítésére is törekszik az anyanemzettel.
A nézetkülönbségek ellenére nem volt éles szembenállás a két tábor között, egyrészt mert a vallási különbségek itt nem eredményeztek ellentéteket a reformáció és a rekatolizáció idején mint mondjuk máshol az országban. A szlovének függetlenül attól, hogy evangélikusok, vagy katolikusok voltak igen nagy számban szolgáltak a honvédseregben. Ezek azonban csak kis hányadában voltak önkéntesek, nagyobb részüket sorozták, míg mások pénzért helyettesként szegődtek, elsősorban német nemzetiségűek kérésére. A katona-állítási listákban nem szerepel a nemzetiségűk a bevonult szlovénoknak, csak a nevekből lehet következtetni. Feldolgozva egyelőre csak a vasi és zalai sorozások vannak, a somogyi szlovének jelenlétéről a honvédseregben nincsenek adatok, de valószínű, hogy ezernél több szlovén harcolt a szabadságharcban. Ismeretes, hogy a szomszédos Stájerországból is érkezett néhány szlovén, aki önként állt be a honvédseregbe.